# Louise Hay

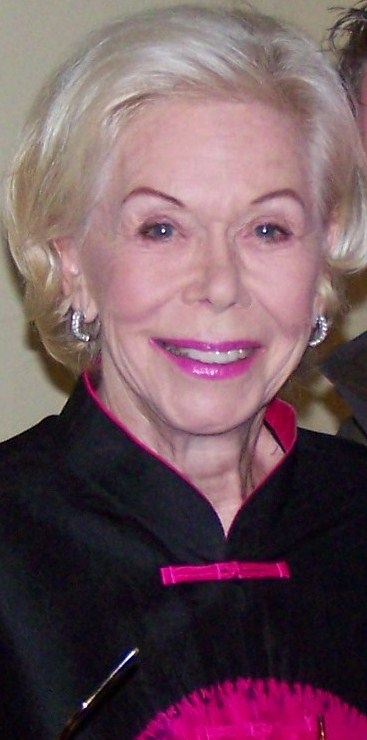
Louise Hay (2008)

Louise Lynn Hay (* 8. Oktober 1926 in Los Angeles; † 30. August 2017 in San Diego) war eine US-amerikanische Sachbuchautorin der Neugeist-Bewegung.

## Wirken
Louise Lynn Hay zählte weltweit zu den führenden Autoren der Neugeist-Bewegung. Im Alter von 40 Jahren begann sie, sich mit den Lehren von Ernest Holmes in der Science of Mind zu beschäftigen. Später gab sie selbst Kurse. Ihre Karriere als Bestsellerautorin begann jedoch erst nach ihrer Erkrankung an Gebärmutterhalskrebs. Diese Erkrankung motivierte sie zur spirituellen Reinigung, so die Autorin selbst, was einen wesentlichen Schritt in ihrem Leben darstellte. Neben Büchern sind auch CDs und Videos von Louise Hay erhältlich, von denen ein Teil in 29 Sprachen übersetzt worden ist. Die weltweite Gesamtauflage ihrer Werke betrug 2004 über 50 Millionen Exemplare.
Louise Hay stellte in ihrer Literatur heraus, dass positives Denken zu einem positiven Leben und negatives Denken zu einem negativen (problematischen) Leben führen soll. Ein weiteres wichtiges Element ihrer Lehre war die Vergebung, die nach Louise Hay ein elementarer Bestandteil für ein glückliches Leben ist.

## Werke (Auswahl)
- Lulu und Mimmi – Keine Angst in der Dunkelheit. Illustriert von Antonia Baginski, Amra Verlag, Hanau 2013, ISBN 978-3-939373-30-8
- Lulu und die Ente Willy – Wachse durch die Kraft des Zauberspiegels. Illustriert von Antonia Baginski, Amra Verlag, Hanau 2011, ISBN 978-3-939373-29-2
- Lulu und die kleine Ameise – Eine Botschaft der Liebe. Illustriert von Antonia Baginski, Amra Verlag, Hanau 2010, ISBN 978-3-939373-28-5
- Gesundheit für Körper und Seele – Wie Sie durch mentales Training Ihre Gesundheit erhalten und Krankheiten heilen Heyne Verlag, München 1989, ISBN 3-453-03764-2
- Herzensweisheiten. Lüchow, Stuttgart 1991, ISBN 3-363-03026-6
- Wahre Kraft kommt von innen. Heyne, München 1994, ISBN 3-453-05244-7
- Das Leben lieben. Heilende Gedanken für Körper und Seele. Heyne, München 1996, ISBN 3-453-11513-9
- Du selbst bist die Antwort. Botschaften an Ratsuchende. Heyne, München 2000, ISBN 3-453-18055-0
- Du kannst es! Durch Gedankenkraft die Illusion der Begrenztheit überwinden. Integral Verlag, München 2003, ISBN 3-7787-9122-2
- Meine innere Weisheit. Meditationen für Herz und Seele. Droemer Knaur, München 2004, ISBN 3-426-87164-5
- Ein Garten aus Gedanken. Affirmationen zur Bejahung des Lebens. Lüchow, Stuttgart 2004, ISBN 978-3-363-03041-9.
- Die Kraft einer Frau. Ullstein, Berlin 2005, ISBN 3-548-74263-7
- Heile deinen Körper. Seelisch-geistige Gründe für körperliche Krankheit. Lüchow in J.Kamphausen Mediengruppe, Bielefeld 2009, ISBN 978-3-89901-256-9.
- Dankbarkeit erfüllt mein Leben. Das Universum beschenkt uns. Lüchow in J.Kamphausen Mediengruppe, Bielefeld 2009, ISBN 978-3-89901-399-3.
- Liebe deinen Körper. Positive Affirmationen für einen gesunden Körper. Lüchow in J.Kamphausen Mediengruppe, Bielefeld 2010, ISBN 978-3-89901-308-5.
- Meine innere Weisheit. Meditation für Herz und Seele. Lüchow in J.Kamphausen Mediengruppe, Bielefeld 2010, ISBN 978-3-89901-249-1.
- Meditationen für Körper & Seele. Das Programm gegen negative Gedankenmuster. Hörbuch Hamburg, Hamburg 2010, ISBN 978-3-89903-525-4. (1 CD mit 30 Tracks)
- Herzensweisheiten. Lüchow in J.Kamphausen Mediengruppe, Bielefeld 2012, ISBN 978-3-89901-647-5.
- Freude erfüllt mein Herz. Das Malbuch zu den Affirmationen von Louise Hay. Lüchow in J.Kamphausen Mediengruppe, Bielefeld 2015, ISBN 978-3-95883-033-2.
- Umkehr zur Liebe, Rückkehr zum Leben. Das Aids-Buch. Ein Buch zur Selbsthilfe. Lüchow Verlag, ISBN 978-3453056145.